# Gunnar Bachér
Carl Gunnar Bachér, född 15 december 1907 i Visby församling i Gotlands län, död 27 november 1998 i Visby domkyrkoförsamling i Gotlands län, var en svensk militär.

## Biografi
Bachér avlade studentexamen i Visby 1926 och blev marinintendentkadett 1927. Han deltog i sjöexpeditioner med övningsbriggen Falken och verkstadsfartyget Blenda 1927 och med pansarkryssaren Fylgia 1927–1928 samt med pansarskeppet Oscar II och vedettbåten Vega 1930. Han avlade marintendentexamen vid Kungliga Sjökrigsskolan 1930 och utnämndes samma år till marinunderintendent. Han tjänstgjorde som stationsintendent vid Karlskrona örlogsbas 1930–1937 samt utnämndes till marinintendent av andra graden 1933 och till löjtnant i Marinintendenturkåren 1937. Han var 1935 avdelningsintendent på depåfartyget Svea och 1937–1939 var han tygintendent vid Karlskrona fästning, varpå han 1939–1940 tjänstgjorde vid Karlskrona kustartilleriregemente.
Han befordrades till kapten 1940 samt tjänstgjorde vid Älvsborgs fästning 1942 och vid Marinförvaltningen 1942–1946. År 1946 befordrades han till kommendörkapten av andra graden i Marinintendenturkåren och 1948–1950 tjänstgjorde han vid Stockholms kustartilleriförsvar, varpå han 1951–1954 tjänstgjorde vid Marinstaben. Han var lärare i förvaltnings- och underhållstjänst på allmänna kursen och tekniska kurserna vid Kungliga Sjökrigshögskolan 1952–1954 och från 1954 lärare i underhållstjänst vid intendenturkursen 1954. Åren 1954–1958 tjänstgjorde han vid Chefsexpeditionen i Marinintendenturkåren. År 1958 befordrades han till kommendörkapten av första graden och 1958–1962 tjänstgjorde han vid Statens organisationsnämnd. Åren 1962–1965 var han chef för Förrådskontoret vid Marinförvaltningen. År 1965 utnämndes Bachér till överste i Försvarets intendenturkår, varefter han 1965–1968 var chef för Förrådsbyrån i Försvarets intendenturverk.
Gunnar Bachér invaldes 1954 som ledamot av Kungliga Örlogsmannasällskapet.
Gunnar Bachér var son till kronofogden Johan Herman Bachér och Emilia Albertina Matilda Calissendorff. Han var bror till Ivar Bachér. Gunnar Bachér är begraven på Östra kyrkogården i Visby.

## Utmärkelser
- Riddare av Svärdsorden, 1946.[16]